# 独立西部特殊作戦センター (ウクライナ特殊作戦軍)
イジャスラフ・ムスティスラヴィチ名称独立西部特殊作戦センター (ウクライナ語: Окремий центр спеціальних операцій «Захід» імені князя Ізяслава Мстиславича) は、ウクライナ特殊作戦軍隷下の特殊部隊。

## 歴史
1991年にウクライナが独立後、ソ連軍スペツナズ第8特別任務旅団はウクライナ軍に編入、隊員は1992年にウクライナ国民に忠誠を誓った。
2003年9月、部隊は第8独立特務連隊に再編された。

第8独立特務連隊章

2004年2月18日以来、連隊所属の小隊はイラクワシート県、シエラレオネ、リベリアなどの紛争地域での平和維持活動に派遣されている。

### ドンバス戦争

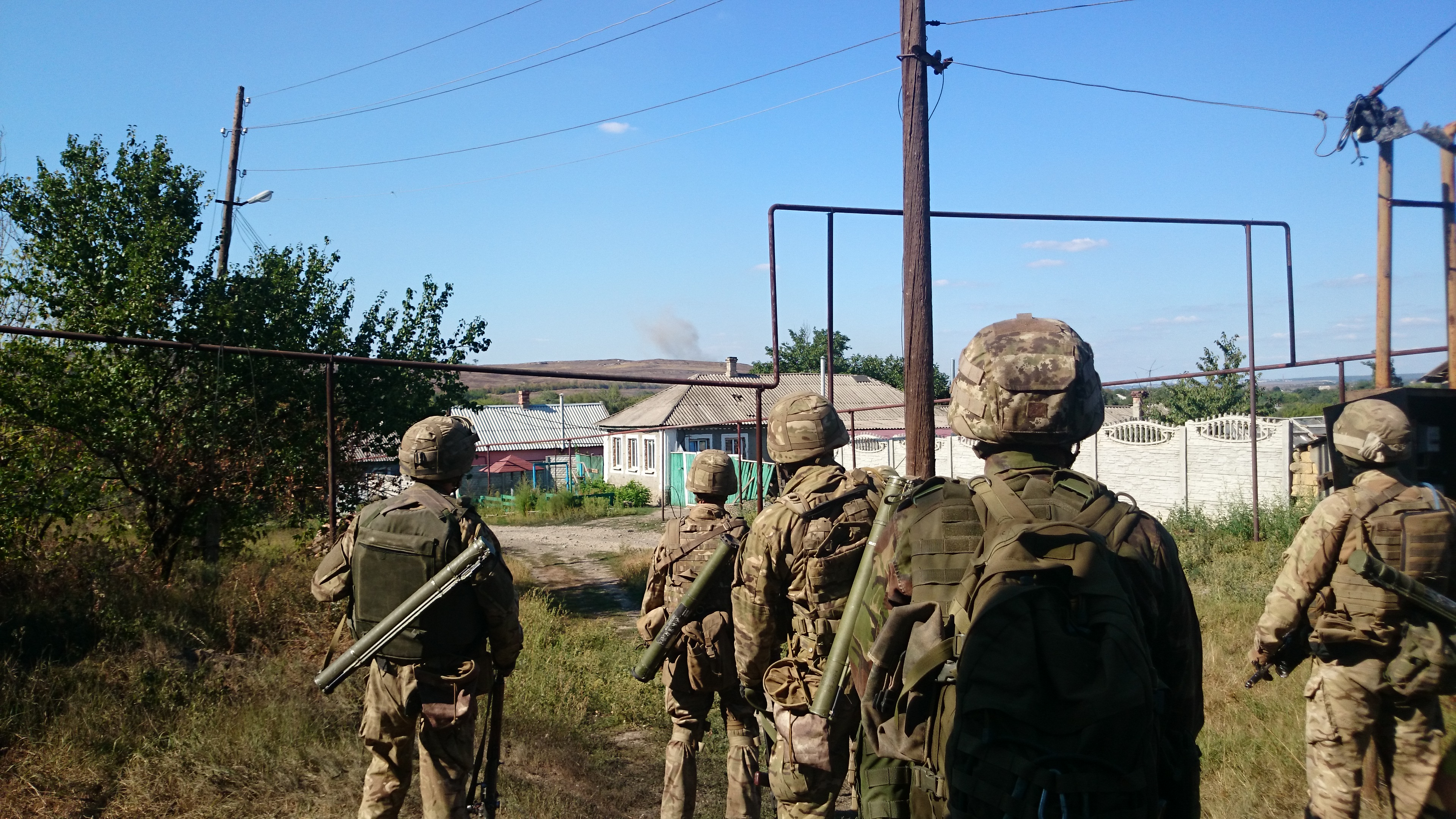
ドンバス戦争中のドネツク州における第8独立特務連隊の隊員

2014年6月、連隊はルハンシク州シュチャスチャ市近郊で親ロシア派分離主義勢力との戦闘に参加し、多数の負傷者を出した。
連隊は、分離主義勢力が占領していた領土上空で撃墜されたAn-26の救出作戦に参加した。乗組員4名が救出されたが、2名が分離主義勢力に捕らえられた。また、クラマトルスク市の18以上の行政舎の掃討作戦にも参加した。
2014年6月17日、メタリストの戦いで、第8独立特務連隊の隊員がアイダール大隊の増援として派遣され、5人の隊員が分離主義勢力の装甲兵員輸送車とロケットによって負傷し、隊員の1人であるエフゲニー・ゼレンスキーが6月24日に負傷により戦死した。
2014年7月20日、オレクサンドル・ペトラキフスキー少佐の指揮下にあった連隊は、ルハンシク空港の戦いに参加し、空港へのウクライナ軍の移動ルートを確保したが、ペトラキフスキー少佐を含む数名が戦闘で負傷した。

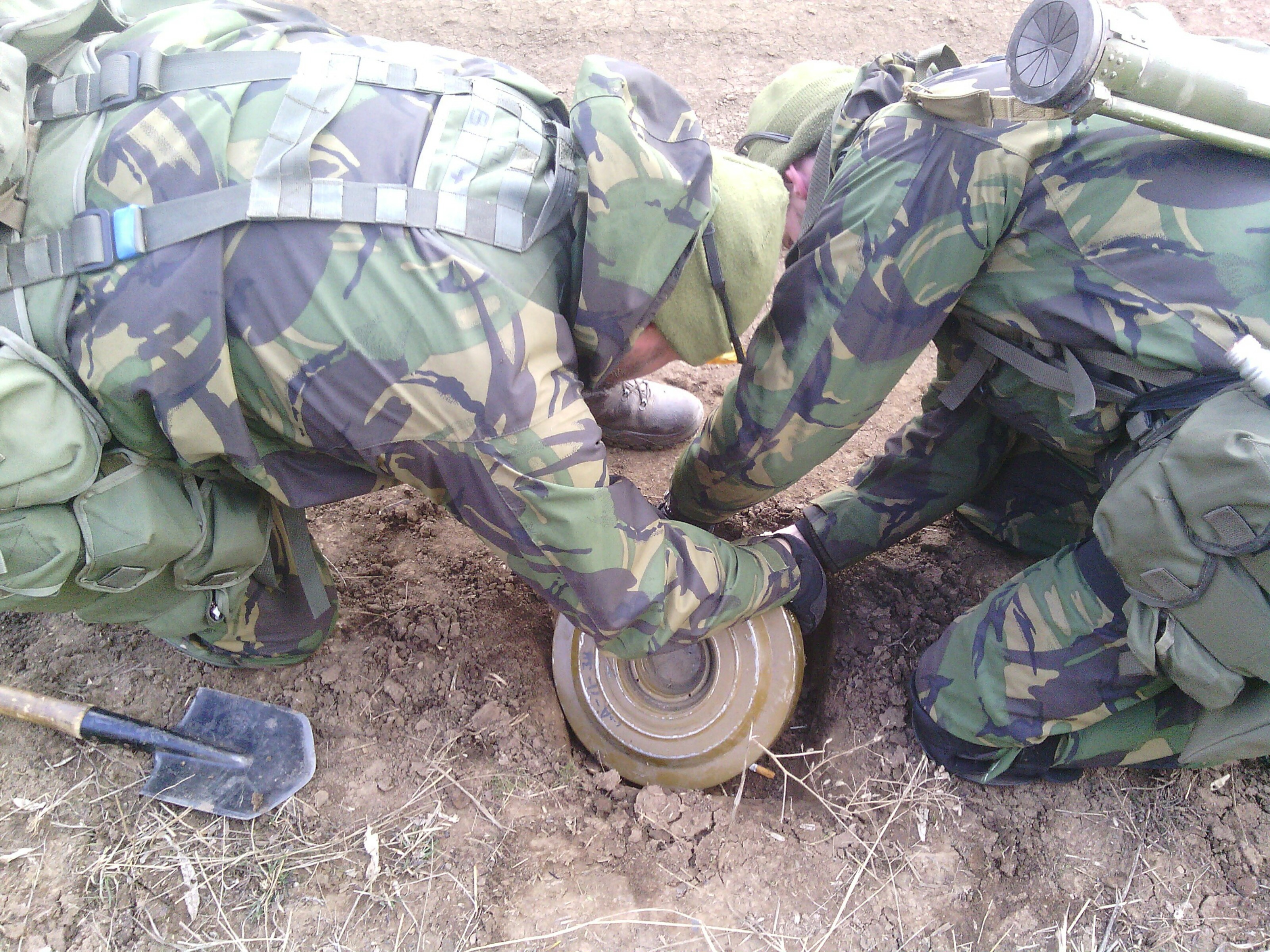
地雷を設置する隊員

2014年8月26日、連隊はイロヴァイスクの戦いに参加した。

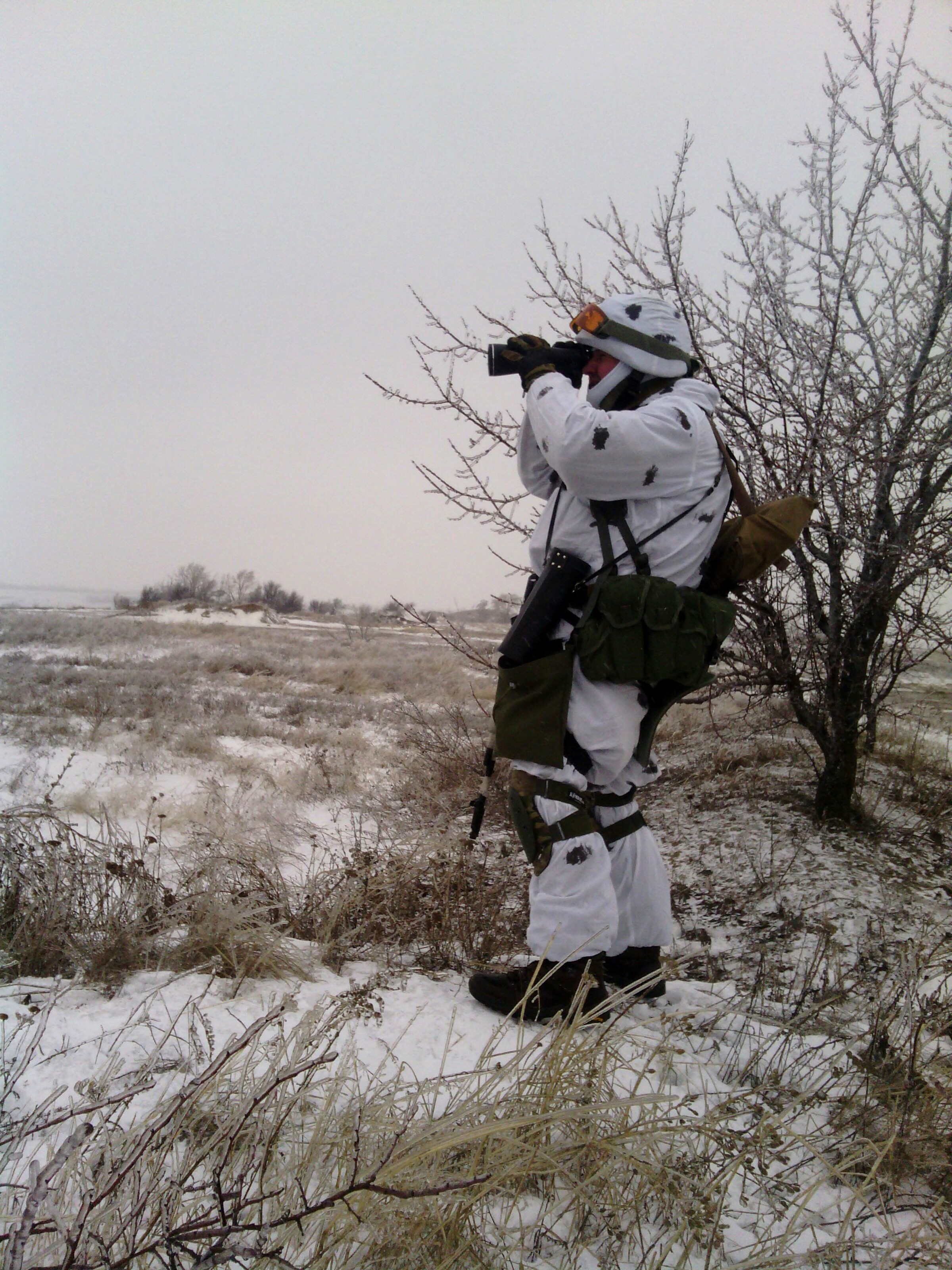
偵察中の隊員 (2015年)

2015年2月、エフゲニー・スロミンスキー少佐指揮下の第8独立特務連隊がホロシェ村で作戦を行った。
2月14日、デバルツェボの戦いの最中、連隊と第73海軍特殊作戦センターの部隊は、ウクライナ軍の安全な撤退のためにルハンシク州のデバルツェボ-アルテミフスク高速道路の区間を警備した。
連隊はシチャスチャの戦いに参加し、2015年7月7日に連隊のKAMAZが分離主義勢力の待ち伏せ攻撃を受け、機関銃と擲弾発射器で攻撃され、連隊の兵士1人（ヴォロディミル・セルヒヨヴィチ・ブロシュコ）が死亡、3人が負傷した。
2016年1月、ウクライナ特殊作戦軍に編入された。
2017年6月24日、連隊はノヴォアイダル郡ソキルニキ村で戦闘作戦に参加し、帰還中に地雷原に遭遇し、連隊の兵士2名（イシュチュク・オレクシー・ヴァシリオヴィチとヴァシル・ミハイロヴィチ・ラヴリス）が死亡した。
連隊はスラビャンスクの戦いに参加し、2019年7月18日に分離主義勢力との交戦中に連隊の兵士1人（ボグダン・ドミトロヴィチ・ビグス）が死亡し、もう1人が重傷を負った。
2021年12月6日、ウクライナ軍創設30周年を記念して、米国からの武器パッケージの一部として15台のハンヴィーが部隊に移管された。

### 2022年ロシアによるウクライナ侵攻
2022年、ロシア軍によるウクライナへの全面侵攻後、連隊は独立西部特殊作戦センターと改称され、名誉称号「イジャスラフ・ムスティスラヴィチ」を与えられ、2022年8月24日、勇気と勇敢さに対する名誉賞を授与された。
2023年、連隊はバフムートの戦いに参加した。
2024年8月16日、 2024年クルスク州への侵攻中に、連隊はロシアのトラックを待ち伏せし、12人の兵士を数分以内に殺害したというビデオを公開した。

## 編成
2014年3月時点の編成
- 連隊本部
- 第1特殊部隊
- 第2特殊部隊
- 第3特殊部隊
- 第4特殊部隊
- 人事保安部隊
- コミュニケーション部隊